# Професионална тајна
Професионална тајна односи се на све што професионалац у контакту са клијентом сазна, а што не сме бити доступно другим особама, посебно оним од којих клијенти могу имати штете или трпети последице. Посебно је неопходна у професијама које раде са особама изражених психолошких, психопатолошких или социјалних проблема. Регулише се посебним кодексима уз стриктну обавезу чувања професионалне тајне са евентуалним изузецима за које морају постојати веома важни разлози или судски налог.